# 费尔滕
费尔滕（德語：Velten，發音：[ˈfɛltn̩] ⓘ）是德国勃兰登堡州上哈弗尔县的城市，面积23.36平方千米，2023年12月31日人口为12,733人。